# Termal (district)
Termal is een Turks district in de provincie Yalova en telt 4630 inwoners (2007). Het district heeft een oppervlakte van 45,2 km².
De bevolkingsontwikkeling van het district is weergegeven in onderstaande tabel.
| 1997  | 2000  | 2007 |
| ----- | ----- | ---- |
| 4.547 | 5.404 | 4630 |

Altınova · Armutlu · Çiftlikköy · Çınarcık · Termal · Yalova